# Klub 100 goli w ekstraklasie
Klub 100, klub setników – tradycyjna nazwa listy piłkarzy, którzy podczas swojej kariery zdobyli 100 lub więcej bramek w rozgrywkach najwyższego szczebla ligowego w Polsce: Lidze (1927–1939), I lidze (1948–2008) i Ekstraklasie (od 2008). Obecnie w tej grupie znajduje się 32 zawodników.
Klasyfikacja nie obejmuje meczów anulowanych i rozegranych powtórnie oraz zdobytych w nich goli. Gole zdobyte w meczach, których wyniki zweryfikowano, jeżeli nie zostały zapisane w tabeli, podano po plusie.

## Klasyfikacja
Stan na 17 sierpnia 2025
| Lp. | Zawodnik             | Lata gry  | Gole  | Kluby (gole) | Mecze | Średnia |
| --- | -------------------- | --------- | ----- | --- | ----- | ------- |
| 1.  | Ernest Pohl          | 1954–1966 | 186   | Legia Warszawa (43), Górnik Zabrze (143)                                                                                               | 264   | 0,70    |
| 2.  | Lucjan Brychczy      | 1954–1971 | 182   | Legia Warszawa | 368   | 0,49    |
| 3.  | Gerard Cieślik       | 1948–1959 | 167   | Ruch Chorzów | 237   | 0,70    |
| 3.  | Tomasz Frankowski    | 1992–2013 | 167   | Jagiellonia Białystok (1), Wisła Kraków (115), Jagiellonia Białystok (51),                                                             | 302   | 0,55    |
| 5.  | Teodor Peterek       | 1928–1948 | 155+1 | Ruch Wielkie Hajduki /Chorzów | 190   | 0,82    |
| 6.  | Włodzimierz Lubański | 1963–1975 | 155   | Górnik Zabrze | 234   | 0,66    |
| 7.  | Kazimierz Kmiecik    | 1970–1982 | 152   | Wisła Kraków | 304   | 0,50    |
| 8.  | Paweł Brożek         | 2001–2020 | 149   | Wisła Kraków (3), GKS Katowice (5), Wisła Kraków (141)                                                                                 | 376   | 0,40    |
| 9.  | Jan Liberda          | 1955–1971 | 147   | Polonia Bytom | 303   | 0,49    |
| 10. | Teodor Anioła        | 1948–1961 | 139   | Lech Poznań | 196   | 0,70    |
| 11. | Fryderyk Scherfke    | 1927–1939 | 134   | Warta Poznań | 235   | 0,57    |
| 12. | Jerzy Podbrożny      | 1990–2003 | 122   | Igloopol Dębica (7), Lech Poznań (48), Legia Warszawa (45), Zagłębie Lubin (11), Pogoń Szczecin (6), Amica Wronki (1), Widzew Łódź (4) | 277   | 0,43    |
| 13. | Maciej Żurawski      | 1994–2011 | 121   | Lech Poznań (19), Wisła Kraków (102)                                                                                                   | 251   | 0,48    |
| 14. | Marcin Robak         | 2006-2019 | 120   | Korona Kielce (19), Widzew Łódź (7), Piast Gliwice (5), Pogoń Szczecin (32), Lech Poznań (20), Śląsk Wrocław (37)                      | 252   | 0,48    |
| 15. | Józef Nawrot         | 1927–1939 | 114+1 | Legia Warszawa (106+1) , Polonia Warszawa (8)                                                                                          | 189   | 0,60    |
| 16. | Andrzej Jarosik      | 1963–1974 | 113   | Zagłębie Sosnowiec | 265   | 0,43    |
| 17. | Henryk Reyman        | 1927–1933 | 112   | Wisła Kraków | 130   | 0,86    |
| 17. | Ernest Wilimowski    | 1934–1939 | 112   | Ruch Wielkie Hajduki/Chorzów (112) | 86    | 1,30    |
| 19. | Grzegorz Lato        | 1970–1980 | 111   | Stal Mielec | 272   | 0,41    |
| 20. | Piotr Reiss          | 1994–2013 | 109   | Lech Poznań | 327   | 0,33    |
| 20. | Andrzej Szarmach     | 1972–1980 | 109   | Górnik Zabrze (49), Stal Mielec (60)                                                                                                   | 211   | 0,52    |
| 22. | Michał Matyas        | 1929–1948 | 108   | Pogoń Lwów (101), Polonia Bytom (7) | 172   | 0,62    |
| 22. | Flávio Paixão        | 2014–2023 | 108   | Śląsk Wrocław (24), Lechia Gdańsk (84)                                                                                                 | 310   | 0,35    |
| 24. | Eugeniusz Lerch      | 1957–1974 | 106   | Ruch Chorzów (85), ROW Rybnik (21) | 294   | 0,36    |
| 25. | Eugeniusz Faber      | 1957–1971 | 104   | Ruch Chorzów | 284   | 0,37    |
| 25. | Marek Koniarek       | 1984–1998 | 104   | Szombierki Bytom (3), GKS Katowice (32), Zagłębie Sosnowiec (4), Widzew Łódź (65)                                                      | 271   | 0,38    |
| 27. | Mariusz Śrutwa       | 1991–2003 | 103   | Ruch Chorzów (96), Legia Warszawa (7)                                                                                                  | 281   | 0,37    |
| 28. | Joachim Marx         | 1963–1975 | 102   | Gwardia Warszawa (36), Ruch Chorzów (66)                                                                                               | 244   | 0,42    |
| 29. | Artur Woźniak        | 1931–1939 | 100+1 | Wisła Kraków | 140   | 0,72    |
| 30. | Karol Kossok         | 1927–1935 | 100   | 1.FC Katowice (29), Cracovia (49), Pogoń Lwów (22)                                                                                     | 117   | 0,85    |
| 30. | Marek Saganowski     | 1995–2016 | 100   | ŁKS Łódź (36), Wisła Płock (4), Odra Wodzisław Śląski (2), Legia Warszawa (58)                                                         | 312   | 0,32    |
| 30. | Jesús Imaz *         | 2017–     | 100   | Wisła Kraków (14), Jagiellonia Białystok (86)                                                                                          | 240   | 0,42    |

- * – zawodnik grający obecnie w Ekstraklasie

## Dorobek w poszczególnych sezonach
| - 1927 – Kossok 10, Nawrot 12, Reyman 37, Scherfke 6 - 1928 – Kossok 17, Nawrot 20, Peterek 2, Reyman 29, Scherfke 7 - 1929 – Kossok 17, Matyas 4, Nawrot 0, Peterek 9+1, Reyman 17, Scherfke 9 - 1930 – Kossok 24, Matyas 10, Nawrot 22, Peterek 9, Reyman 13, Scherfke 7 - 1931 – Kossok 22, Matyas 7, Nawrot 19, Peterek 14, Reyman 7, Scherfke 16, Woźniak 2 - 1932 – Matyas 8, Nawrot 9, Peterek 7, Reyman 7, Scherfke 15, Woźniak 13 - 1933 – Kossok 1, Matyas 10, Nawrot 7+1, Peterek 12, Reyman 2, Scherfke 13, Woźniak 18+1 - 1934 – Kossok 5, Matyas 10, Nawrot 9, Peterek 28, Scherfke 14, Wilimowski 33, Woźniak 12 - 1935 – Kossok 2, Matyas 22, Nawrot 8, Peterek 13, Scherfke 14, Wilimowski 8, Woźniak 16 - 1936 – Matyas 13, Nawrot 0, Peterek 18, Scherfke 8, Wilimowski 18, Woźniak 6 - 1937 – Matyas 7, Peterek 10, Scherfke 2, Wilimowski 8, Woźniak 11 - 1938 – Matyas 3, Nawrot 8, Peterek 21, Scherfke 18, Wilimowski 19, Woźniak 10 - 1939 – Matyas 7, Nawrot 0, Peterek 11, Scherfke 5, Wilimowski 26, Woźniak 12 - 1948 – Anioła 12, Cieślik 18, Matyas 7, Peterek 1 - 1949 – Anioła 20, Cieślik 17 - 1950 – Anioła 20, Cieślik 18 - 1951 – Anioła 20, Cieślik 19 - 1952 – Anioła 7, Cieślik 11 - 1953 – Anioła 13, Cieślik 24 - 1954 – Anioła 11, Brychczy 3, Cieślik 9, Pohl 13 - 1955 – Anioła 10, Brychczy 13, Cieślik 15, Liberda 2, Pohl 12 - 1956 – Anioła 13, Brychczy 16, Cieślik 11, Pohl 18 - 1957 – Anioła 13, Brychczy 19, Cieślik 11, Lerch 1, Liberda 9, Pohl 11 - 1958 – Brychczy 15, Cieślik 11, Lerch 14, Liberda 5, Pohl 7 - 1959 – Brychczy 9, Cieślik 3, Faber 3, Lerch 7, Liberda 21, Pohl 21 - 1960 – Brychczy 13, Faber 2, Lerch 9, Liberda 15, Pohl 10 - 1961 – Anioła 0, Brychczy 12, Faber 2, Lerch 14, Liberda 15, Pohl 24 - 1962 – Brychczy 9, Faber 2, Lerch 8, Liberda 16, Pohl 12 - 1963 – Brychczy 5, Faber 16, Jarosik 1, Lerch 9, Liberda 16, Lubański 4, Pohl 12 - 1964 – Brychczy 18, Faber 8, Jarosik 3, Lerch 8, Liberda 13, Lubański 12, Marx 16, Pohl 13 - 1965 – Brychczy 20, Faber 12, Jarosik 16, Lerch 3, Liberda 13, Lubański 9, Marx 9, Pohl 16 - 1966 – Brychczy 8, Faber 12, Jarosik 7, Lerch 11, Liberda 8, Lubański 23, Marx 5, Pohl 15 - 1967 – Brychczy 6, Faber 11, Jarosik 15, Lerch 1, Liberda 8, Lubański 18, Pohl 2 - 1968 – Brychczy 8, Faber 15, Jarosik 15, Kmiecik 0, Liberda 2, Marx 6, Lubański 24 - 1969 – Brychczy 6, Faber 7, Jarosik 5, Kmiecik 0, Lerch 8, Liberda 3, Lubański 22 - 1970 – Brychczy 0, Faber 8, Jarosik 18, Kmiecik 3, Lubański 12, Marx 8 - 1971 – Brychczy 0, Faber 3, Jarosik 13, Kmiecik 2, Lato 11, Lerch 7, Liberda 1, Lubański 10, Marx 9 - 1972 – Brychczy 2, Faber 3, Jarosik 7, Kmiecik 11, Lato 11, Lubański 14, Marx 13 - 1973 – Jarosik 11, Kmiecik 12, Lato 13, Lerch 3, Lubański 2, Marx 6, Szarmach 10 - 1974 – Jarosik 0, Kmiecik 8, Lato 13, Lerch 3, Lubański 0, Marx 13, Szarmach 10 - 1975 – Jarosik 2, Kmiecik 15, Lato 19, Lubański 5, Marx 15, Szarmach 13 - 1976 – Kmiecik 20, Lato 14, Marx 2, Szarmach 16 - 1977 – Kmiecik 8, Lato 9, Szarmach 11 - 1978 – Kmiecik 14, Lato 6, Szarmach 13 - 1979 – Kmiecik 17, Lato 8, Szarmach 15 - 1980 – Kmiecik 24, Lato 7, Szarmach 9 |  | - 1981 – Kmiecik 16, Szarmach 12 - 1982 – - 1983 – Kmiecik 2, Koniarek 0 - 1984 – Koniarek 3 - 1985 – Koniarek 4 - 1986 – Koniarek 7 - 1987 – Koniarek 13 - 1988 – Koniarek 5 - 1989 – Koniarek 0 - 1990 – - 1991 – Podbrożny 7 - 1992 – Koniarek 9, Podbrożny 20, Śrutwa 5 - 1993 – Frankowski 1, Koniarek 23, Podbrożny 25, Śrutwa 5 - 1994 – Koniarek 7, Podbrożny 14, Śrutwa 10 - 1995 – Podbrożny 15, Reiss 9, Saganowski 0, Śrutwa 12, Żurawski 0 - 1996 – Koniarek 29, Podbrożny 19, Reiss 6, Saganowski 11 - 1997 – Koniarek 1, Reiss 12, Saganowski 1, Śrutwa 14 - 1998 – Koniarek 3, Reiss 11, Saganowski 11, Śrutwa 14, Żurawski 2 - 1999 – Frankowski 21, Reiss 12, Saganowski 1, Śrutwa 11, Żurawski 11 - 2000 – Frankowski 17, Podbrożny 7, Saganowski 6, Śrutwa 6, Żurawski 12 - 2001 – Brożek 1, Frankowski 18, Podbrożny 5, Saganowski 4, Śrutwa 11, Żurawski 8 - 2002 – Brożek 0, Frankowski 9, Podbrożny 6, Saganowski 2, Śrutwa 11, Żurawski 21 - 2003 – Brożek 0, Frankowski 6, Podbrożny 3, Reiss 4, Saganowski 10, Śrutwa 4, Żurawski 22 - 2004 – Brożek 5, Frankowski 15, Podbrożny 1, Reiss 13, Saganowski 17, Żurawski 20 - 2005 – Brożek 2, Frankowski 25, Reiss 9, Saganowski 14, Żurawski 24 - 2006 – Brożek 13, Frankowski 4, Reiss 11, Robak 2 - 2007 – Brożek 7, Reiss 15, Robak 7 - 2008 – Brożek 23, Reiss 5, Robak 10 - 2009 – Brożek 19, Frankowski 6, Reiss 1 - 2010 – Brożek 10, Frankowski 10 - 2011 – Brożek 6, Frankowski 14, Robak 7, Żurawski 1 - 2012 – Frankowski 15, Saganowski 6 - 2013 – Frankowski 6, Reiss 1, Robak 4, Saganowski 10 - 2014 – Brożek 17, Paixão 1, Robak 22, Saganowski 5 - 2015 – Brożek 15, Paixão 18, Robak 11, Saganowski 2 - 2016 – Brożek 14, Paixão 11, Robak 2, Saganowski 0 - 2017 – Brożek 6, Paixão 10, Robak 18 - 2018 – Brożek 1, Imaz 8, Paixão 10, Robak 19 - 2019 – Brożek 2, Imaz 16, Paixão 15, Robak 18 - 2020 – Brożek 8, Imaz 11, Paixão 14 - 2021 – Imaz 11, Paixão 12 - 2022 – Imaz 9, Paixão 10 - 2023 – Imaz 14, Paixão 7 - 2024 – Imaz 12, Paixão 7 - 2025 – Imaz 16 - 2026 – Imaz 3 |